# Lijst van rijksmonumenten in Bommerig
De plaats Bommerig telt 10 inschrijvingen in het rijksmonumentenregister. Hieronder een overzicht.
| Object                                | Oorspronkelijke functie? | Bouwjaar              | Architect       | Locatie                    | Coördinaten?                  | Nr.?   | Afbeelding        |
| ------------------------------------- | ------------------------ | --------------------- | --------------- | -------------------------- | ----------------------------- | ------ | ----------------- |
| Bakhuis van vakwerk                   | Boerderij                | 18e eeuw              |                 | Bommerigerweg tegenover 34 | 50° 46' 49" NB, 5° 55' 37" OL | 39110  | Meer afbeeldingen |
| Vakwerkhuis met schuur onder een dak  | Boerderij                | eerste helft 19e eeuw |                 | Bommerigerweg 32           | 50° 46' 50" NB, 5° 55' 36" OL | 39111  | Meer afbeeldingen |
| Vakwerkhuis                           | Boerderij                | 18e eeuw              |                 | Bommerigerweg 34           | 50° 46' 49" NB, 5° 55' 36" OL | 39112  | Meer afbeeldingen |
| Vakwerkhuis                           | Boerderij                | 18e eeuw              |                 | Bommerigerweg 36           | 50° 46' 48" NB, 5° 55' 37" OL | 39113  | Meer afbeeldingen |
| Witgepleisterd vakwerkhuis            | Boerderij                | 18e eeuw              |                 | Bommerigerweg 38           | 50° 46' 48" NB, 5° 55' 37" OL | 39114  | Meer afbeeldingen |
| Huis vakwerk met schuur onder een dak | Boerderij                | 18e eeuw              |                 | Bommerigerweg 40           | 50° 46' 47" NB, 5° 55' 36" OL | 39115  | Meer afbeeldingen |
| Huis van vakwerk                      | Boerderij                | 18e eeuw              |                 | Bommerigerweg 42           | 50° 46' 47" NB, 5° 55' 36" OL | 39116  | Meer afbeeldingen |
| Vakwerkhuis                           | Boerderij                | 18e eeuw              |                 | Bommerigerweg 46           | 50° 46' 42" NB, 5° 55' 37" OL | 39117  | Meer afbeeldingen |
| Op de Weide, vakwerkhuis              | Woonhuis                 | 17e-18e eeuw          |                 | Weyerweg 2                 | 50° 46' 52" NB, 5° 55' 49" OL | 39186  | Meer afbeeldingen |
| Emmaus                                | Woonhuis                 | 1904-1905             | Andreas Frissen | Bommerigerweg 23           | 50° 46' 40" NB, 5° 55' 48" OL | 511492 | Meer afbeeldingen |